# Mothers' Instinct
Mothers' Instinct (bra: Instinto Materno / pt: Dupla Obsessão) é um filme de suspense psicológico americano de 2024, dirigido por Benoît Delhomme em sua estreia como diretor. É estrelado por Jessica Chastain, Anne Hathaway, Anders Danielsen Lie e Josh Charles. É um remake do filme francês de 2018, dirigido por Olivier Masset-Depasse, que por sua vez foi uma adaptação do romance de 2012 Instinto Materno (em francês: Derrière la haine) de Barbara Abel. 
Mothers' Instinct foi lançado na Lituânia em 8 de março de 2024, no Brasil em 28 de março, em Portugal no dia 1 de maio e nos Estados Unidos em 26 de julho de 2024.

## Enredo
Nos Estados Unidos suburbano de 1960, Alice Bradford e Céline Jennings são vizinhas e mães de meninos de idades semelhantes. Alice organiza uma festa surpresa para o aniversário de Céline. No dia seguinte, o filho de Céline, Max, fica em casa doente. Alice, podando rosas em seu jardim, vê Max em perigo na varanda, tentando pendurar uma casinha de pássaros que fez na escola. Alice percebe o risco e tenta atravessar uma pequena passagem no arbusto que separa as duas propriedades, mas seu chapéu grande a atrapalha. Ela então corre até a porta da frente e tenta alertar Céline, que está dentro aspirando. Ambas não agem a tempo e Max cai para a morte.
Após a morte de seu filho, Céline se distancia de Alice, mas se aproxima do filho de Alice, Theo. No funeral de Max, Theo vê um de seus próprios brinquedos no caixão de Max e reage agressivamente. Depois do funeral, Céline sai para um local desconhecido por um mês e, ao retornar, faz as pazes com Alice. Certo dia, Alice deixa Theo aos cuidados de Céline e o vê brincando com bolhas de sabão na mesma varanda de onde Max caiu. Ela corre em pânico, mas consegue atravessar a passagem no arbusto rapidamente. Céline aparece ao lado de Theo e diz que estava de olho nele, mas nota que Alice conseguiu atravessar a cerca por seu próprio filho, ao contrário do que ocorreu com Max. Alice suspeita que Céline estava testando-a.
Theo se aproxima ainda mais de Céline, a ponto de convidá-la para sua festa de aniversário, para o desagrado de Alice. A festa ocorre conforme o esperado, mas depois, Jean (a sogra de Alice e mãe de Simon) desmaia de repente e morre de um ataque cardíaco.
A mãe de Simon estava tomando medicação para o coração, mas uma autópsia, feita a pedido de Alice, não detecta vestígios do remédio em seu sangue. Alice suspeita que Céline substituiu o medicamento por um placebo, mas suas tentativas de encontrar provas são em vão. As suspeitas de Alice aumentam quando Theo é hospitalizado após uma reação alérgica severa na casa de Céline, e Alice acredita que Céline o encorajou a comer algo ao qual ele é alérgico. Alice invade a casa de Céline enquanto ela está fora, tentando encontrar evidências, mas Céline a pega e a expulsa.
Alice e Simon pensam em se mudar, mas acabam se reconciliando após Theo ameaçar tirar a própria vida por causa da disputa. Naquela noite, Céline mata seu marido Damian sedando-o com clorofórmio e cortando seu pulso, fazendo parecer suicídio. Alice e Simon permitem que uma Céline aparentemente desolada fique com eles, mas quando Alice vai até a casa de Céline buscar suas coisas, Céline seda Simon e Theo. Quando Alice descobre isso, ela e Céline brigam. Alice inicialmente consegue se defender contra a tentativa de Céline de sedá-la à força, mas Céline consegue sedá-la e mata tanto ela quanto Simon, desconectando o aquecedor para simular um vazamento de gás. Ela poupa Theo e mais tarde o adota.

## Elenco
- Jessica Chastain como Alice Bradford
- Anne Hathaway como Céline Jennings
- Anders Danielsen Lie como Simon Bradford
- Josh Charles como Damian Jennings
- Eamon O'Connell como Theo Bradford
- Caroline Lagerfelt como Jean Bradford
- Baylen D. Bielitz como Max Jennings

## Produção
Em outubro de 2020, foi anunciado que Olivier Masset-Depasse havia sido contratado para dirigir o filme. Jessica Chastain e Anne Hathaway foram confirmadas como protagonistas, com a produtora de Chastain, Freckle Films, assumindo a produção.  Em junho de 2022, Benoît Delhomme substituiu Masset-Depasse, que deixou o projeto devido a "compromissos familiares", marcando sua estreia na direção. Josh Charles e Anders Danielsen Lie também foram adicionados ao elenco.
As filmagens principais começaram em 25 de maio de 2022, em Union County, Nova Jersey.

## Lançamento
Em maio de 2022, a Neon adquiriu os direitos de distribuição nos EUA. No mês seguinte, a StudioCanal adquiriu os direitos para o Reino Unido e Irlanda, enquanto a Amazon MGM Studios comprou os direitos para Canadá, Austrália e Nova Zelândia.
Mothers' Instinct foi lançado na Lituânia em 8 de março de 2024. Foi lançado no Reino Unido em 27 de março de 2024, na China em 24 de maio de 2024 em 2.500 cinemas  e na Espanha em 14 de junho de 2024 em 290 cinemas pela Vértice 360.  Nos Estados Unidos, estreou nos cinemas em 26 de julho de 2024 e foi lançado nas plataformas digitais em 13 de agosto de 2024.

## Recepção
O filme obteve uma pontuação no Rotten Tomatoes de 53%, das 58 resenhas dos críticos, com um consenso afirmando que Mothers' Instinct é uma experiência agradavelmente tensa com boas atuações de Jessica Chastain e Anne Hathaway, embora a história seja fraca e a direção incerta. O Metacritic, que usa uma média ponderada, atribuiu ao filme uma pontuação de 47 em 100, baseado em 19 críticos, indicando críticas "mistas ou médias"..
Guy Lodge, da revista Variety, escreveu: "[mas] Mothers' Instinct não respira: não tem a grandiosidade dos grandes melodramas, nem o savoir-faire dos grandes filmes noir. Como suas heroínas incompatíveis, está constantemente se ajustando, enquanto o público assiste intrigado, aguardando o momento em que o filme se perde".